# Carla Salle
Carla Salle (Niterói, 8 de outubro de 1991) é uma atriz, cantora e bailarina brasileira. É conhecida por sua atuação em Totalmente Demais (2015) e Onisciente (2020).

## Biografia
Carla começou a carreira como modelo, ao estrelar alguns comerciais de marcas como  Vivo, Puket e Adria. Em 2009 fez seu primeiro espetáculo profissional quando estrelou o espetáculo Gritos Andaluzes,  uma mistura de três textos do dramaturgo Garcia Lorca.
Em 2011, estreou na televisão em Malhação Conectados na qual interpretava a estudante de jornalismo Natália. Ainda em 2011, estrelou o curta-metragem Lata de Arthur Rosa França. Em 2013, atuou na novela Sangue Bom, dando vida a patricinha Mel, que sonha se tornar uma celebridade. É fútil como a mãe Damáris, interpretada por Marisa Orth. Em 2015, integra o elenco da novela das 21h Babilônia, como Helô, uma garota de programa de luxo. Na trama, ela se envolve com seu agenciador, Murilo, interpretado por Bruno Gagliasso e com o playboy, Guto, papel de Bruno Gissoni. Após Babilônia, emendou com a novela das sete Totalmente Demais, vivendo Leila, uma ativista, feminista e estudante de jornalismo que começa a trabalhar como estagiária na Revista Totalmente Demais. Após a novela, em novembro de 2016 apresentou a terceira edição do Mobilize! da Rede Globo.
Em 2017, na supersérie das 23h, Os Dias Eram Assim, viveu Maria Reis, uma idealista, que vai apostar na arte como forma de expressão na luta pela liberdade nos anos 70. Em setembro, fez sua estreia nos cinemas com a protagonista Paula no longa de suspense, Motorrad, de Vicente Amorim. Em 2018, integra o elenco da supersérie Onde Nascem os Fortes como Valquíria, uma mulher perturbada por uma memória de um passado conturbado e que se apaixona loucamente por Hermano, personagem de Gabriel Leone. Em outubro, começou a rodar o filme Meu Álbum de Amores, uma comédia romântica musical de Rafael Gomes, no papel da Alice. e em novembro, foi para o interior de Pernambuco para rodar o filme Curral, de Marcelo Brennand, no papel de Mariana, uma jovem nordestina ativista que luta pelos direitos básicos dos moradores. Em 2019, assinou com a Netflix, para protagonizar Onisciente, uma série futurista sobre drones, que estreou em 2020. Carla interpretou Nina, jovem que descobre que o assassinato de seu pai não foi relatado pelo Sistema e passa a investigar o crime.
De outubro de 2021 até fevereiro de 2022, gravou a série internacional Rio Connection, toda falada em inglês e dirigida por Mauro Lima. Carla interpreta Maria Cristina de Almeida Guimarães, uma mulher brasileira e a última esposa do mafioso italiano Tommaso Buscetta, interpretado por Valerio Morigi, Maria quem convenceu o mafioso na época a colaborar com a justiça italiana. Em novembro de 2022, gravou a série Suíte Magnólia, do Canal Brasil. Em 2023, de julho até dezembro, gravou a novela Guerreiros do Sol de George Moura e Sergio Goldenberg. Em 2024, de agosto até outubro, ficou em cartaz com a peça Shakespeare Apaixonado, interpretando a aristocrata Viola de Lesseps, a musa inspiradora de William Shakespeare, interpretado por Rodrigo Simas. Lady Viola, por ser comprometida e também por não poder exercer o ofício de atriz, se veste em trajes masculinos para participar dos ensaios junto a Shakespeare, visto que, naquela época, as mulheres não tinham permissão para atuar.

## Vida pessoal
Nascida em Niterói, no Rio de Janeiro, Carla Salle foi morar em São Paulo com a mãe quando tinha 10 anos. A atriz deu os primeiros passos no teatro entre os 7 e 15 anos em espetáculos infantis de sua escola, entre eles "Saltimbancos", "A bruxinha que era boa" e "Escola do Rock". Aos 15, partiu para Escola de Atores Wolf Maya, se formando aos 18 anos, em 2010. Em seguida, cursou faculdade de cinema na FAAP até o terceiro período, mas teve que trancar quando entrou em seu primeiro trabalho televisivo na Rede Globo, na novela teen Malhação. Por conta da novela, se mudou para o Rio de Janeiro.
Namorou durante quatro anos o artista plástico Gian Luca Ewbank, irmão de Giovanna Ewbank. O término ocorreu no final de 2015. Em fevereiro de 2016, apresentados pelo ator Alejandro Claveaux, Carla iniciou um relacionamento com o também ator Gabriel Leone. Carla e Gabriel oficializaram a união em 18 de maio de 2024 em uma cerimônia intimista, no Rio de Janeiro. Em 2025, durante a festa de lançamento de Guerreiros do Sol, a atriz confirmou que espera o primeiro filho do casal.

## Filmografia

### Televisão
| Ano  | Título                | Personagem                            | Nota         |
| ---- | --------------------- | ------------------------------------- | ------------ |
| 2011 | Malhação Conectados   | Natália Fernandes (Nat/Pintinha)      | Temporada 19 |
| 2013 | Sangue Bom            | Melissa de Maria Carmin Rabello (Mel) |              |
| 2015 | Babilônia             | Heloísa Gomes Batista (Helô)          |              |
| 2015 | Totalmente Demais     | Leila de Oliveira                     |              |
| 2017 | Os Dias Eram Assim    | Maria Reis                            |              |
| 2018 | Onde Nascem os Fortes | Valquíria                             |              |
| 2020 | Onisciente            | Nina Peixoto                          |              |
| 2023 | Rio Connection        | Maria Cristina de Almeida Guimarães   |              |
| 2024 | Suíte Magnólia        | Georgia Souza Pinto                   |              |
| 2025 | Guerreiros do Sol     | Soraia                                |              |

### Cinema
| Ano  | Título                      | Personagem     | Nota           |
| ---- | --------------------------- | -------------- | -------------- |
| 2011 | Lata                        | Lia            | Curta-metragem |
| 2018 | Motorrad: A Trilha da Morte | Paula          |                |
| 2019 | Killer Queen                | Killer Queen   | Curta-metragem |
| 2021 | Curral                      | Mariana        |                |
| 2022 | Meu Álbum de Amores         | Alice Grimberg |                |
| 2025 | Deba                        | Lira           | Curta-metragem |

### Internet
| Ano  | Título                   | Personagem |
| ---- | ------------------------ | ---------- |
| 2013 | Desafio G1: Lollapalooza | Repórter   |
| 2018 | Midnight Sun             | Modelo     |

## Teatro
| Ano     | Título                 | Personagem       |
| ------- | ---------------------- | ---------------- |
| 2009    | Gritos Andaluzes       |                  |
| 2019–20 | Lazarus                | Elly             |
| 2024    | Shakespeare Apaixonado | Viola de Lesseps |

## Prêmios e indicações
| Ano  | Prêmio                             | Categoria              | Trabalho               | Resultado |
| ---- | ---------------------------------- | ---------------------- | ---------------------- | --------- |
| 2011 | Prêmio Arte Qualidade Brasil       | Melhor Atriz Revelação | Malhação Conectados    | Indicada  |
| 2019 | Grande Prêmio Brasileiro de Cinema | Melhor Atriz           | Motorrad               | Indicada  |
| 2020 | Séries em Cena Awards              | Melhor Atriz Nacional  | Onisciente             | Indicada  |
| 2022 | Festival Sesc Melhores Filmes      | Melhor Atriz Nacional  | Curral                 | Indicada  |
| 2024 | Prêmio Cenym de Teatro Nacional    | Melhor Elenco          | Shakespeare Apaixonado | Pendente  |